# Lisa Fusco
Lisa Fusco (Napoli, 9 novembre 1978) è una showgirl, personaggio televisivo e cantante italiana.

## Biografia
Si è diplomata all'Istituto d'arte e ha iniziato nel 1999 a lavorare nello spettacolo come cantante di piano-bar con il maestro Alfredo Calfizzi, interpretando macchiette napoletane e cantando e ballando musica latino-americana.
Nel 2000 ha esordito in televisione sulla rete campana Canale 9, nella trasmissione comica Telegaribaldi, con il personaggio della "soubrettina", che cantava canzoni ironiche e ballava in studio, ricordando il teatro di rivista napoletano degli anni 1950; appariva uscendo da una piccola scatola.
Sempre nel 2000 ha inciso l'album Cacao, in cui ha raccolto i brani cantati nel programma televisivo e ha recitato nel ruolo di una cronista napoletana nel film Aitanic di Nino D'Angelo.
Nel 2001 è stata ospite di una puntata della trasmissione televisiva Maurizio Costanzo Show, nella quale ha cantato le sue canzoni e ha dedicato spaccate al pubblico, e del programma Gente sull'orlo di una crisi di nervi su LA7.
Ha partecipato ad altri programmi televisivi campani: Pirati show, condotto da Biagio Izzo, nel 2002 e Movida, condotto da Alessandro Siani, nel 2003; ha preso parte, inoltre, a un laboratorio musico-teatrale (di e con Alessandro Siani) al teatro Tam di Napoli. Nel 2003 le sono stati dedicati due speciali del programma televisivo La vita in diretta Nel 2004 ha condotto su Tele A la trasmissione Etiriti-tti-tti con Lello Musella.
Ha continuato a interpretare il personaggio della "soubrettina" anche in altre trasmissioni televisive: nel 2005 nel programma Settima dimensione su LA7, condotto da Sabrina Nobile e Massimiliano Bruno, come ospite nel programma Cronache marziane su Italia 1, condotto da Fabio Canino, nel quale è comparsa come l'ultima scoperta della responsabile Mediaset del casting Gianna Tani; nel programma Tintoria show di Rai 3, condotto da Taiyo Yamanouchi e Carolina Marconi (gennaio 2006) e accanto a Belén Rodríguez (gennaio 2007).
Nel settembre 2007 ha partecipato come vip femminile alla quinta edizione del reality show L'isola dei famosi: è uscita dal reality il 31 ottobre dopo aver perso la sfida con Paul Belmondo, sebbene avesse ottenuto il 60% dei voti, in quanto ha rifiutato la possibilità di restare sull'ultima spiaggia.
Dal novembre 2007 è stata ospite di diversi programmi Rai (Quelli che il calcio Mezzogiorno in famiglia, Unomattina, La vita in diretta, Cominciamo bene, L'Italia sul 2, Insieme sul Due).
A gennaio 2008 ha ripreso il ruolo della "soubrettina" nel programma Tintoria show, insieme a Taiyo Yamanouchi ed Ainett Stephens. Nell'aprile dello stesso anno  è stata l'inviata della trasmissione Pirati, in onda in seconda serata su Rai 2 e condotta da Marco Cocci, affiancando anche il giornalista Luca Telese. Nel giugno ancora del 2008 è entrata a far parte della soap opera napoletana Un posto al sole d'estate, edizione estiva.
Tra il 2010 e il 2012 ha girato alcuni spot promozionali per Tufano insieme a Tony Tammaro.
Nel 2011 è stata nel cast del programma pilota 101 modi di perdere un gameshow, condotto da Francesco Facchinetti, andato in onda a luglio.
Nel 2012 ha recitato nel ruolo della moglie di Biagio Izzo in un cameo del film Una donna per la vita diretto e interpretato da Maurizio Casagrande.
Nel 2013 ha pubblicato il libro autobiografico ironico Da Telegaribaldi all'Isola edito (Edizioni Graf), nel quale ha svelato alcuni retroscena del programma L'isola dei famosi. Nel 2015 è stata ospite fissa nei programmi Grand Hotel Chiambretti e Pomeriggio 5.
Nel 2018 torna su Canale 5 come concorrente del Grande Fratello VIP 3 ma viene eliminata nel corso della seconda puntata con il 33% dei voti.

## Programmi televisivi
- Telegaribaldi (Canale 9, 2000)
- Pirati Show (Canale 34 Telenapoli, 2002)
- Movida (Canale 34 Telenapoli, 2003)
- Etiriti-tti-tti (Tele A, 2004)
- Settima dimensione (LA7, 2005)
- Tintoria show (Rai 3, 2006-2008) - comica
- L'isola dei famosi 5 (Rai 2, 2007) - concorrente
- Quelli che il calcio (Rai 2, 2007) - comica
- Pirati (Rai 2, 2008) - inviata
- 101 modi di perdere un game show (Rai 2, 2011) - concorrente
- Grand Hotel Chiambretti (Canale 5, 2015) - ospite fisso
- Grande Fratello VIP 3 (Canale 5, 2018) - concorrente
- Pomeriggio Cinque (Canale 5) - ospite ricorrente
- Ciao Darwin (Canale 5, 2019) - capitano prima puntata
- Approdichè (Canale 8, 2020) - ospite ricorrente

## Filmografia
- 2000: Aitanic, regia di Nino D'Angelo
- 2012: Una donna per la vita, regia di Maurizio Casagrande (cameo)
- 2008: Un posto al sole d'estate - soap opera, terza stagione

## Teatro
- 1999: Sono tutti più bravi di me, regia di Emanuela Giordano (musical)
- 2003-2004: laboratorio teatrale di Alessandro Siani
- 2005: Delitto a Cafè Chantant, regia di Nicola Pistola

## Discografia

### Album
- 1999 – Non fare lo struzzo
- 2000 – Cacao
- 2001 – Adamo ed Eva
- 2003 – La subrettina nel paese delle meraviglie
- 2008 – Gocce di Lisa
- 2010 – Ce ne andiamo da Tufano
- 2012 – Clic Clic Clic
- 2021 – Social Lisa
- 2023 – Cover Lisa